# Poul-Erik Nielsen
Poul-Erik Nielsen (10 de abril de 1931 - 14 de enero de 2023) fue un jugador de bádminton danés. 

## Carrera deportiva
Era un especialista en dobles que ganó tres títulos de All England con sus compañeros Erland Kops, Finn Kobberø e Inge Birgit Hansen y llegó a cinco finales más. Tiene cuatro títulos nacionales a su nombre y fue internacional 33 veces con Dinamarca entre 1954 y 1964. Era el hermano mayor de Knud Aage Nielsen, otro notable jugador de bádminton.

## Logros

### Torneos internacionales
Dobles masculino
| Año  | Torneo      | Pareja      | Adversario                             | Puntaje           | Resultado  |
| ---- | ----------- | ----------- | -------------------------------------- | ----------------- | ---------- |
| 1958 | All England | Erland Kops | Finn Kobberö Jørgen Hammergaard Hansen | 15–7, 11–15, 15–8 | Ganador    |
| 1962 | German Open | Erland Kops | Finn Kobberö Jørgen Hammergaard Hansen | 7–15, 13–15       | Subcampeón |
| 1963 | German Open | Erland Kops | Henning Borch Jørgen Mortensen         | 15–5, 15–3        | Ganador    |
| 1964 | German Open | Erland Kops | Finn Kobberö Jørgen Hammergaard Hansen | 15–3, 15–6        | Ganador    |
| 1964 | All England | Erland Kops | Finn Kobberö Jørgen Hammergaard Hansen | 6–15, 3–15        | Subcampeón |

## Récord de medallas en losCampeonatos de bádminton de toda Inglaterra
| Medalla | Año  | Evento            |
| ------- | ---- | ----------------- |
| Oro     | 1958 | Dobles masculinos |
| Oro     | 1959 | Dobles mixtos     |
| Oro     | 1960 | Dobles masculinos |
| Plata   | 1960 | Dobles mixtos     |
| Plata   | 1961 | Dobles masculinos |
| Plata   | 1962 | Dobles mixtos     |
| Plata   | 1964 | Dobles masculinos |